# Judy Bailey
Judith Mary Bailey (Auckland, 3 de octubre de 1935-Sídney, 8 de agosto de 2025) fue una pianista neozelandesa, música de jazz y compositora neozelandesa que vivió en Australia desde los años 1960.

## Biografía
Bailey es aborigen de Auckland y creció en Whangarei, ciudad al norte de Nueva Zelanda. Como niña pequeña, aprendió ballet, seguido de piano y teoría cuando tenía 10 años de edad. Ella obtuvo su diploma de ATCL por el Trinity College (Cambridge) cuando tenía 16.

## Carrera
En 1960, Bailey se mudó a Australia. Hizo en vivo, televisión y en grabaciones.
Es profesora en composición de jazz y piano jazz en el Conservatorio de Música de Sídney, y es directora musical del Jazz Ensemble de la Juventud de Sídney.
En 1973, se convirtió en la pianista en el programa de radio infantil Kindergarten de la ABC, y a menudo con los presentadores destacados de la serie Play School, con Barbara Frawley, Alister Smart, Don Spencer y Geoff Ayling.

## Honores

### Galardones
- 2004: recibe la Orden de Australia por servicios a la música y a la educación.[6]
- 2008: recibe por Distinguidos Servicios a la Música Australiana en el Annual Classical Music Awards.[7]
- 2014: inducida al Salón de la Fama de Jazz Australiano Graeme Bell por Jazz Australia.[6]